# Surcossus
Surcossus is een geslacht van vlinders uit de familie van de Houtboorders (Cossidae). De wetenschappelijke naam en de beschrijving van dit geslacht zijn voor het eerst gepubliceerd in 1960 door Wilhelm Heimlich.
Dit geslacht is monotypisch, dat wil zeggen dat het maar één soort heeft namelijk Surcossus perlaris Heimlich, 1960 uit Chili en Argentinië.